# Karen Carpenter
Karen Carpenter (New Haven, 2 de març de 1950 - Downey (Califòrnia), 4 de febrer de 1983) va ser una cantant i percussionista estatunidenca, coneguda pel duo Carpenters, que formà amb el seu germà Richard Carpenter. Va ser aclamada per crítica i públic per la seva gran veu de contralt i la seva habilitat com a percussionista.
Nascuda a New Haven (Connecticut), va traslladar-se a Califòrnia el 1963 amb la seva família. Va començar a estudiar percussió durant la secundària i va unir-se al cor de la Universitat de Califòrnia després de graduar-se. Després de diversos anys de gires i gravacions, Carpenters van signar amb A&M Records el 1969, i va aconseguir grans èxits comercials i de crítica durant els anys setanta. Inicialment, Karen era la bateria del grup, però gradualment va anar assumint un paper més protagonista. També va gravar un àlbum en solitari durant els anys setanta, que va ser publicat de forma pòstuma.
Durant els darrers anys de la seva vida va patir anorèxia nerviosa, una malaltia molt desconeguda en aquells temps i que li va provocar la mort el 1983, amb només trenta-dos anys. La seva mort va contribuir a una major sensibilització envers els trastorns alimentaris. El seu treball encara és reconegut anys després de la seva mort i s'inclou en la llista dels cent millors cantants de tots els temps de Rolling Stone.